# Ülemiste
Ülemiste est un quartier du district de  Lasnamäe à Tallinn en Estonie.

## Étymologie
Le quartier tire son nom du lac Ülemiste voisin. Ülemiste, également nommé autrefois en russe "верхнее" (plus élevé) et en allemand "obersee" (lac supérieur), peut donc se comprendre comme "au-dessus du niveau de la mer". Néanmoins, le quartier ne comprend pas le lac Ülemiste, situé dans l'arrondissement du centre-ville.

## Description
En 2019, Ülemiste compte 1 488 habitants.
Sa superficie est de 3,4 km2.
Ülemiste est limitrophe des quartiers de Sikupilli, Pae, Sõjamäe, Mõigu, Ülemistejärve et Juhkentali ainsi que de la commune de Rae
Quartier à la fois résidentiel au nord et industriel au sud, il est surtout notable par la présence de l'aéroport international Lennart Meri. Adjacent à l'aéroport, le quartier d'affaires Ülemiste City débouche directement sur deux grands centre commerciaux : Ülemiste Keskus et Centre commercial T1.
La station d'épuration d'Ülemiste participe au système d'approvisionnement en eau de Tallinn.

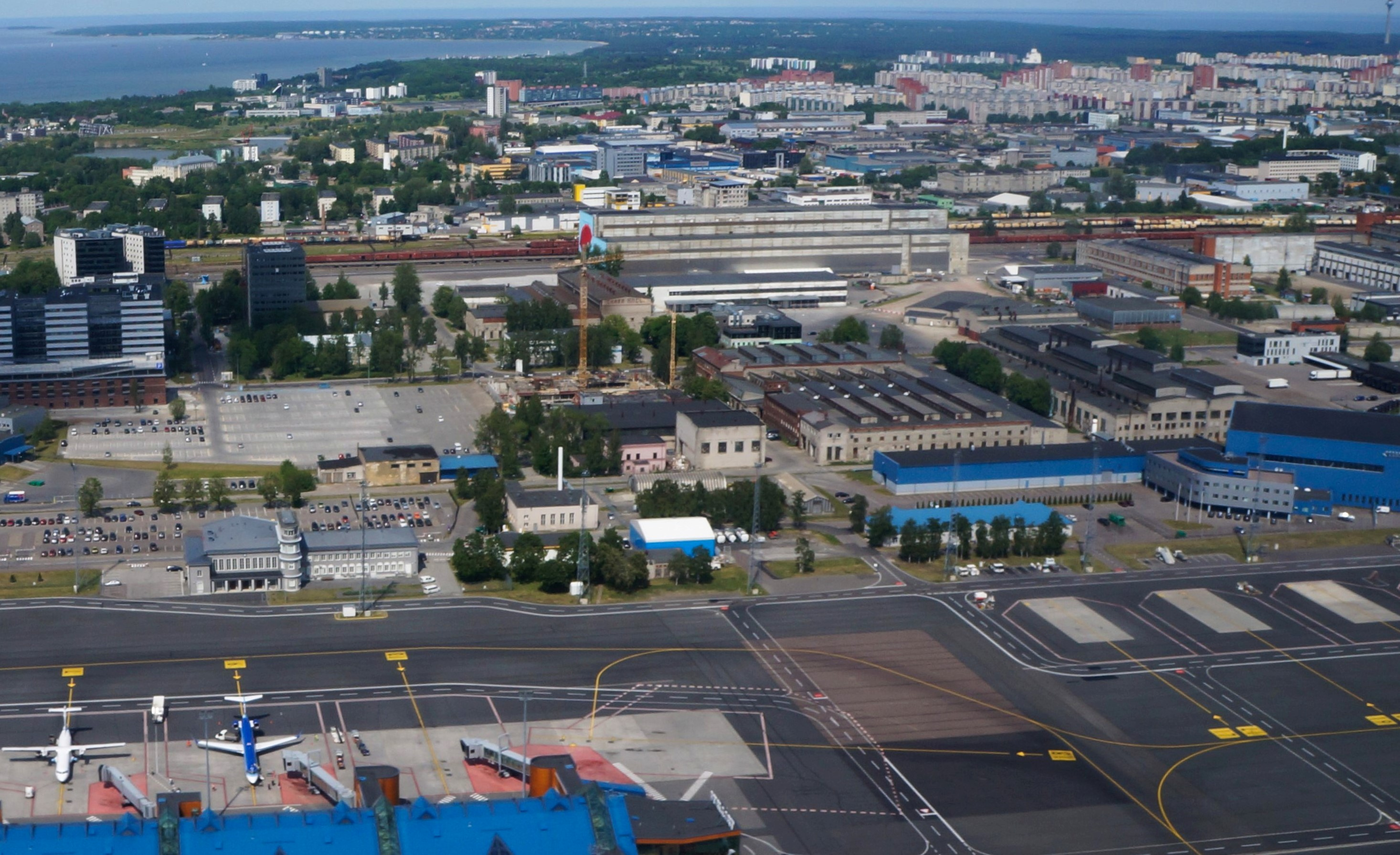
Vue aérienne de l'aéroport et du quartier d'Ülemiste.

## Population
| 2008  | 2010  | 2011  | 2012  | 2013  | 2014  |
| ----- | ----- | ----- | ----- | ----- | ----- |
| 1 453 | 1 453 | 1 424 | 1 400 | 1 406 | 1 436 |

| 2015  | 2016  | 2017  | 2018  | 2019  | 2020  |
| ----- | ----- | ----- | ----- | ----- | ----- |
| 1 444 | 1 431 | 1 443 | 1 487 | 1 488 | 1 523 |

| 2021  | 2022  | - | - | - | - |
| ----- | ----- | - | - | - | - |
| 1 522 | 1 501 | - | - | - | - |

## Transport
Le quartier est particulièrement bien desservi. Il s'y trouve les terminus des lignes de tramway no 2 (Suur-Paala) et no 4 (aéroport Lennart Meri).
Le croisement entre la route de Saint-Pétersbourg (Peterburi Tee) et la rue du Phare (Majaka tanav) est une importante synapse pour les habitants de l'arrondissement de Lasnamäe tout entier. C'est là que de nombreux bus de l'arrondissement desservent les lignes de tramway à l'arrêt Majaka Põik, ce qui en fait une jonction importante. Néanmoins, cet arrêt de tramway se trouve administrativement dans le quartier voisin de Sikupilli.
Parallèlement à la route de Saint-Pétersbourg et située entre les deux gros centres commerciaux se trouve la gare ferroviaire d'Ülemiste, située sur la ligne allant de Tallinn-Baltique à Tartu.
Les lignes de bus n° 7, 15, 45, 49, 64, 65 desservent le quartier.

## Galerie

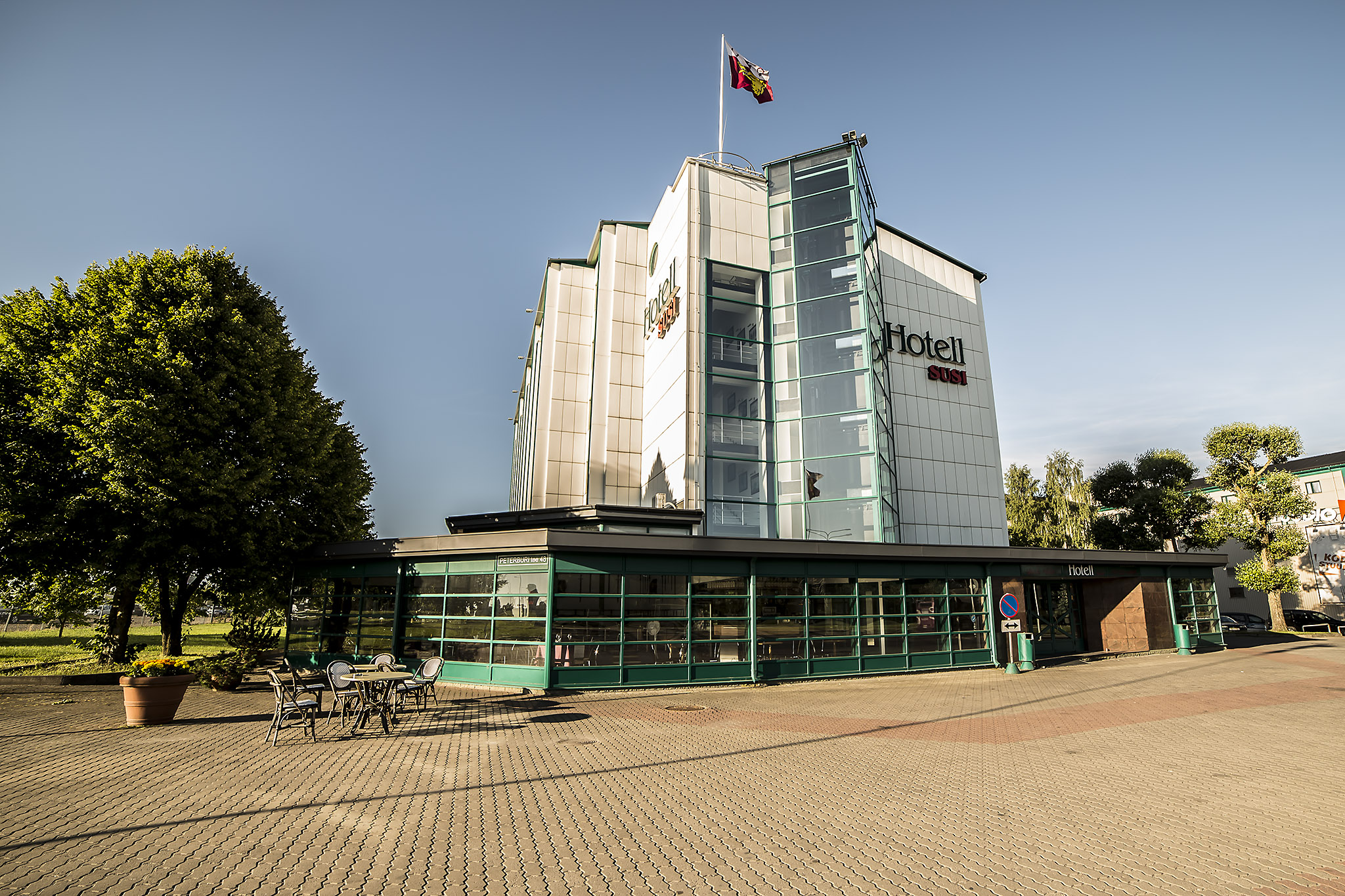
Hôtel Susi.
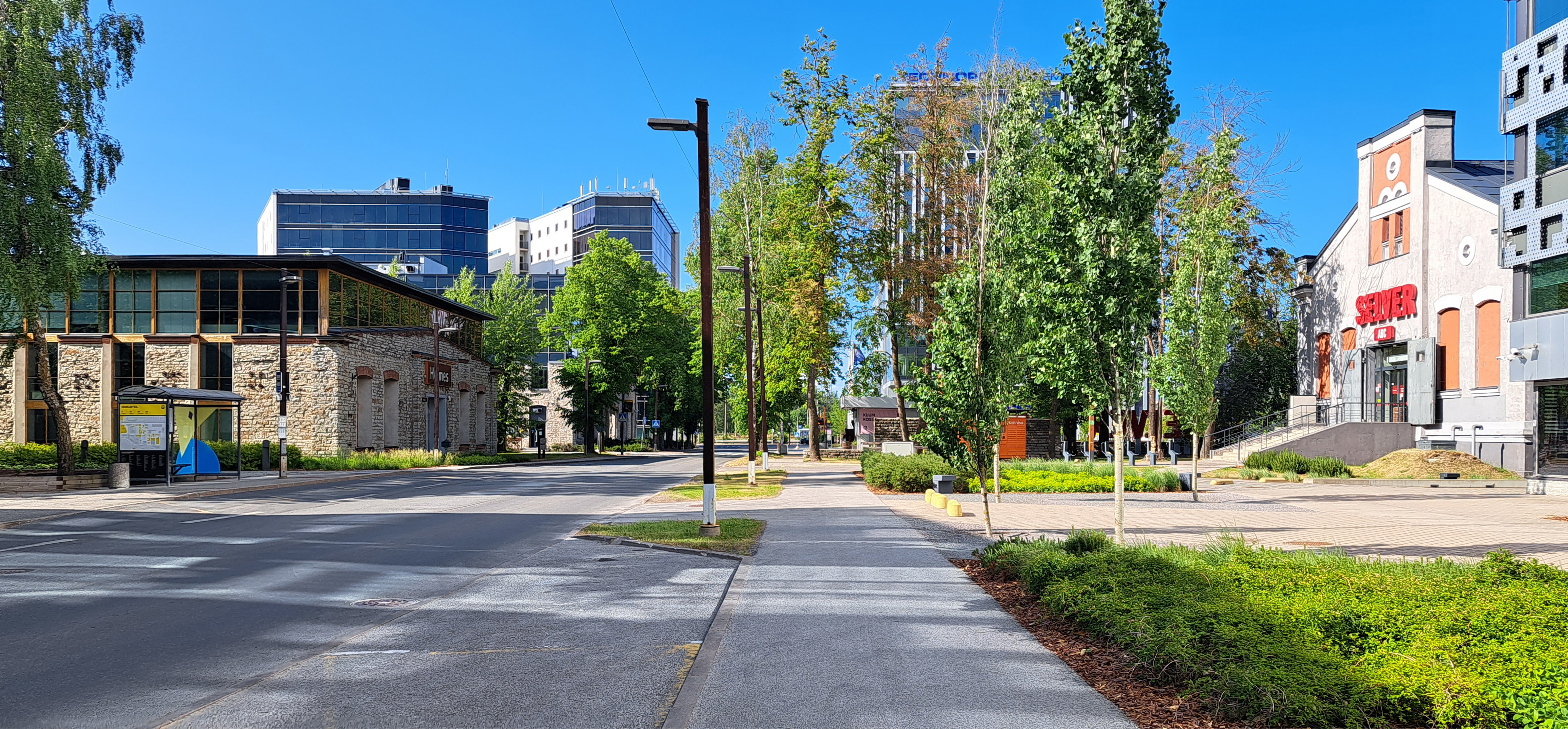
Lõõtsa tänav.
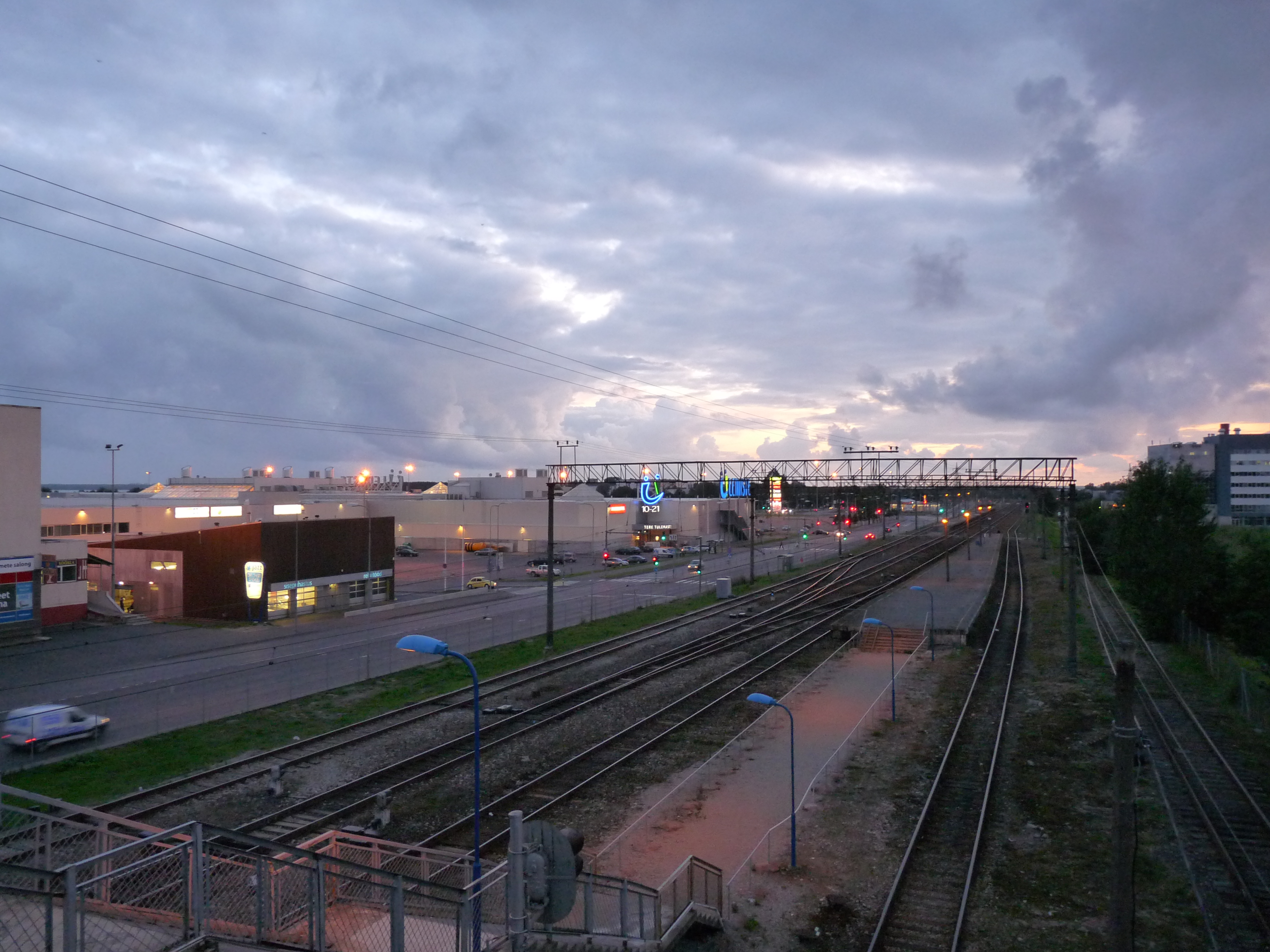
Gare d'Ülemiste.

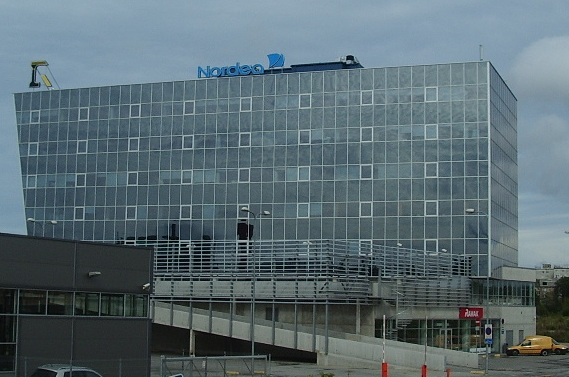
Banque Nordea, 2F Peterburi tee,
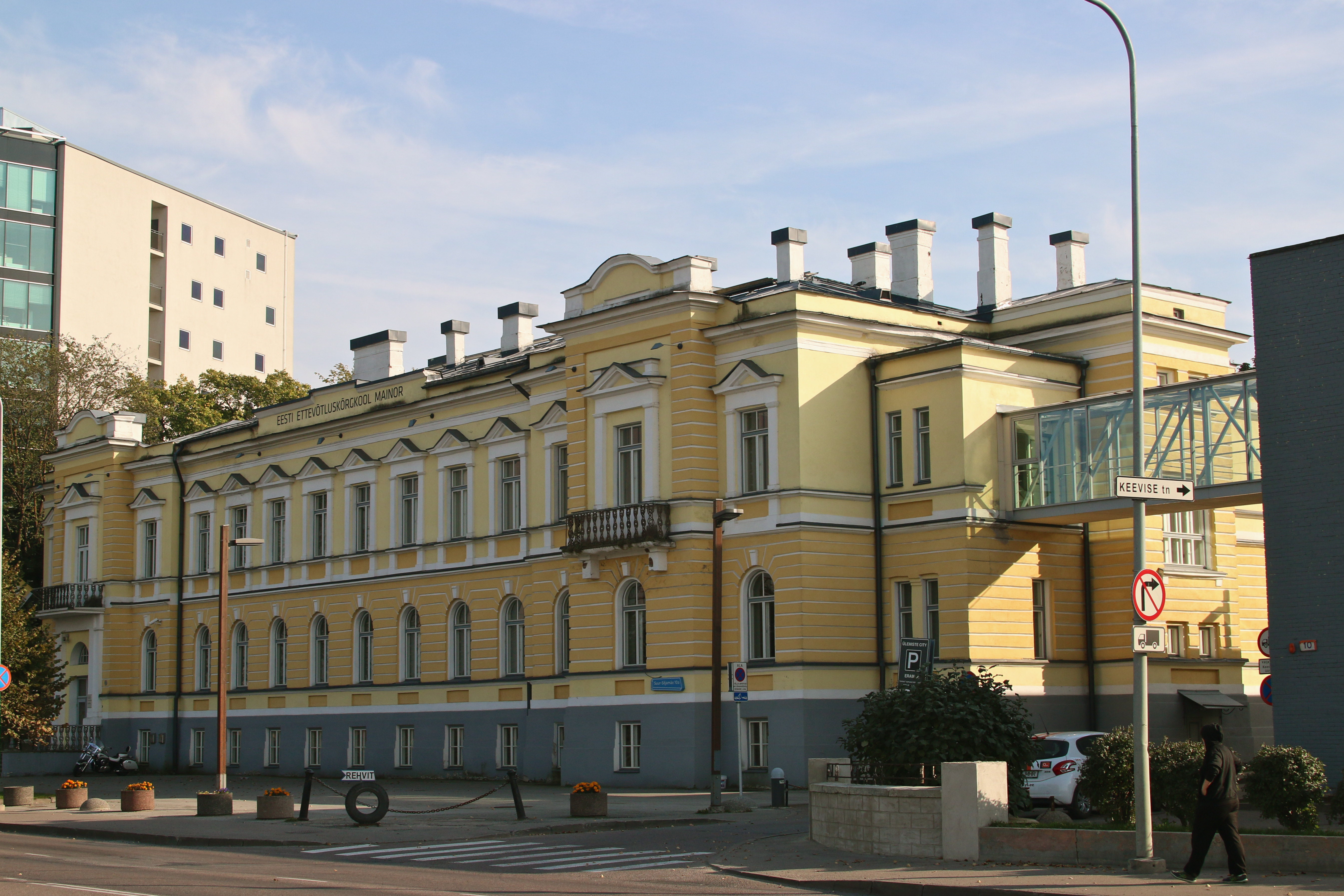
Société "Dvigatel"
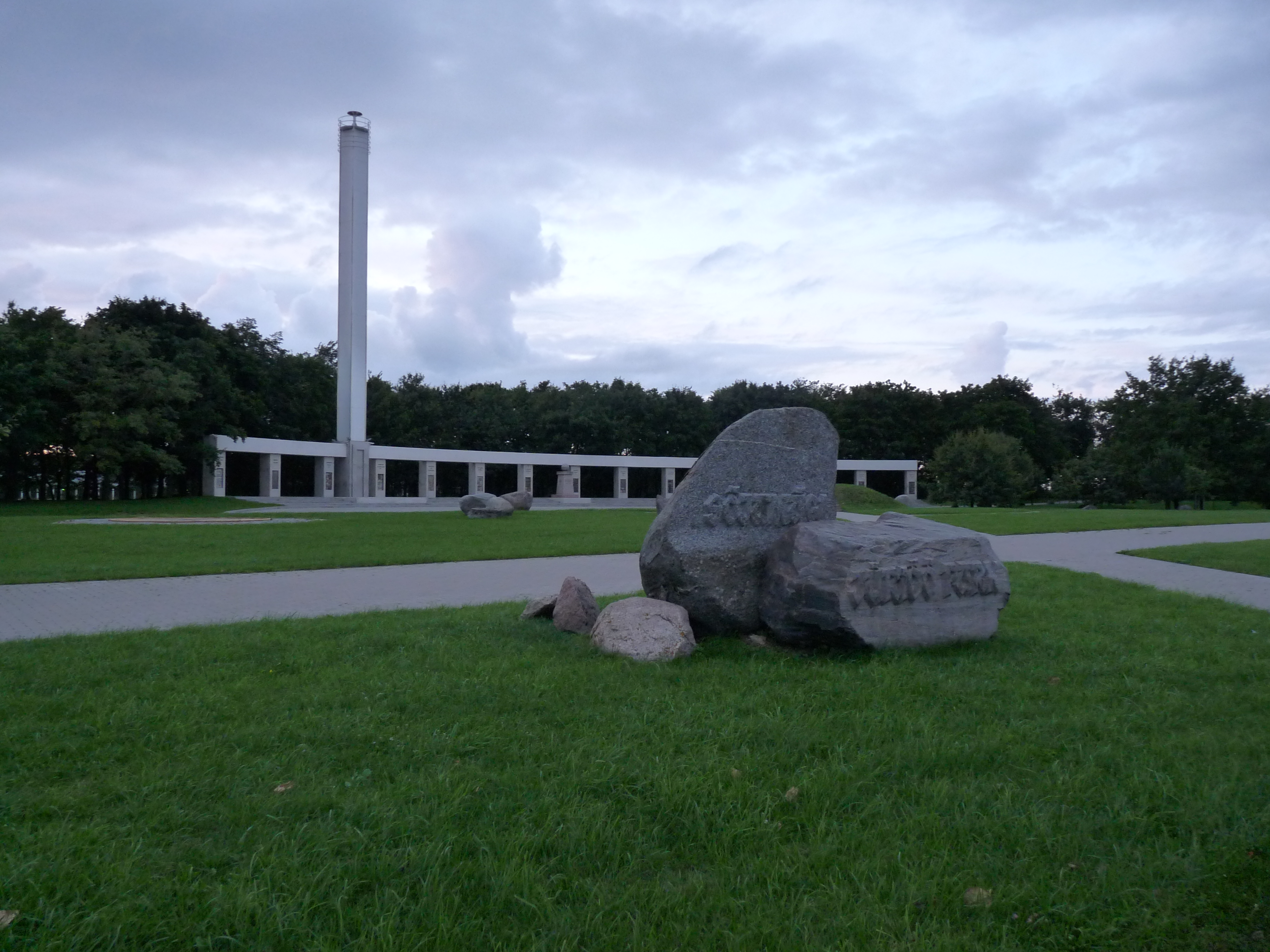
Parc Jüriöö.
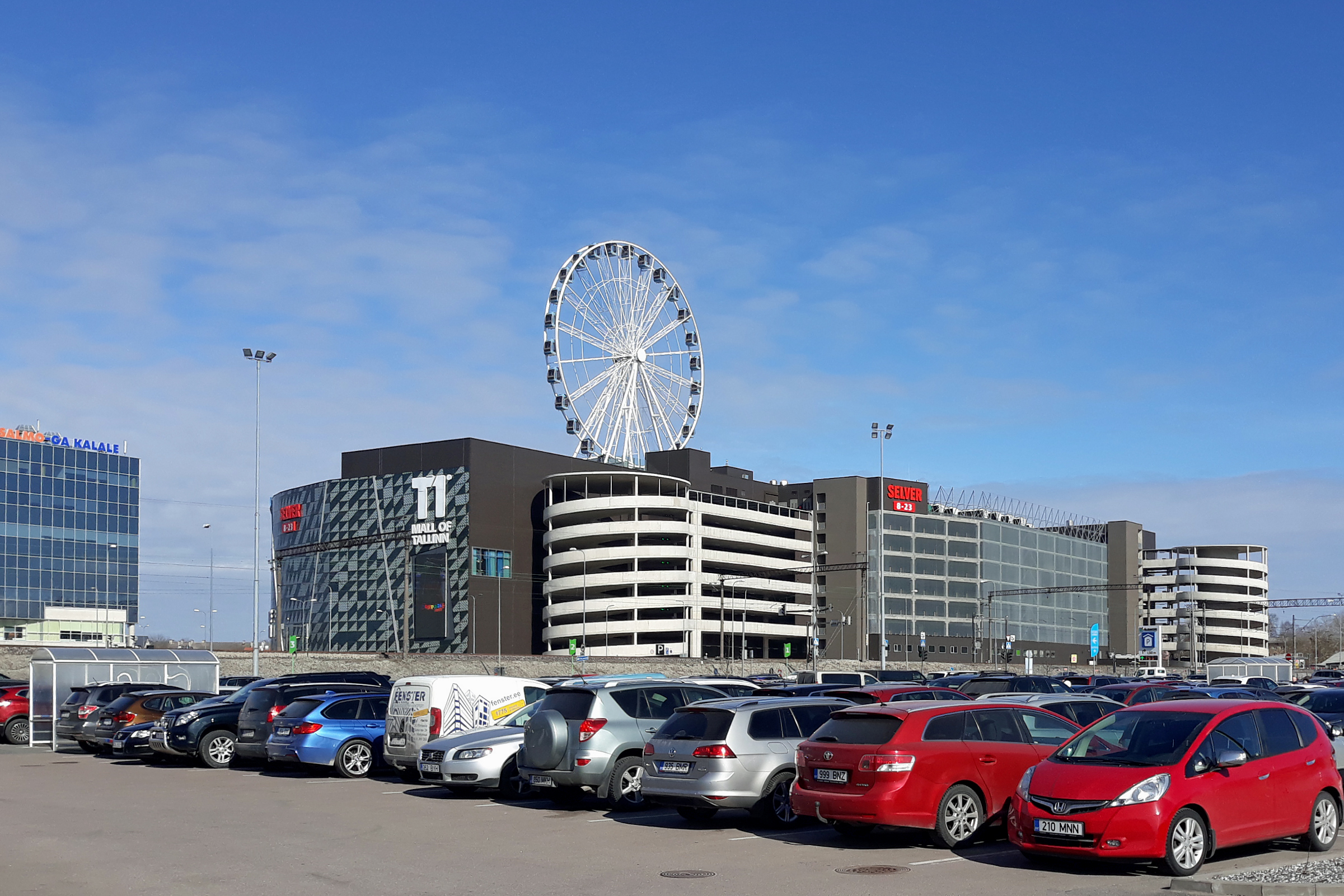
Centre commercial T1